# Grosser Rat (Aargau)

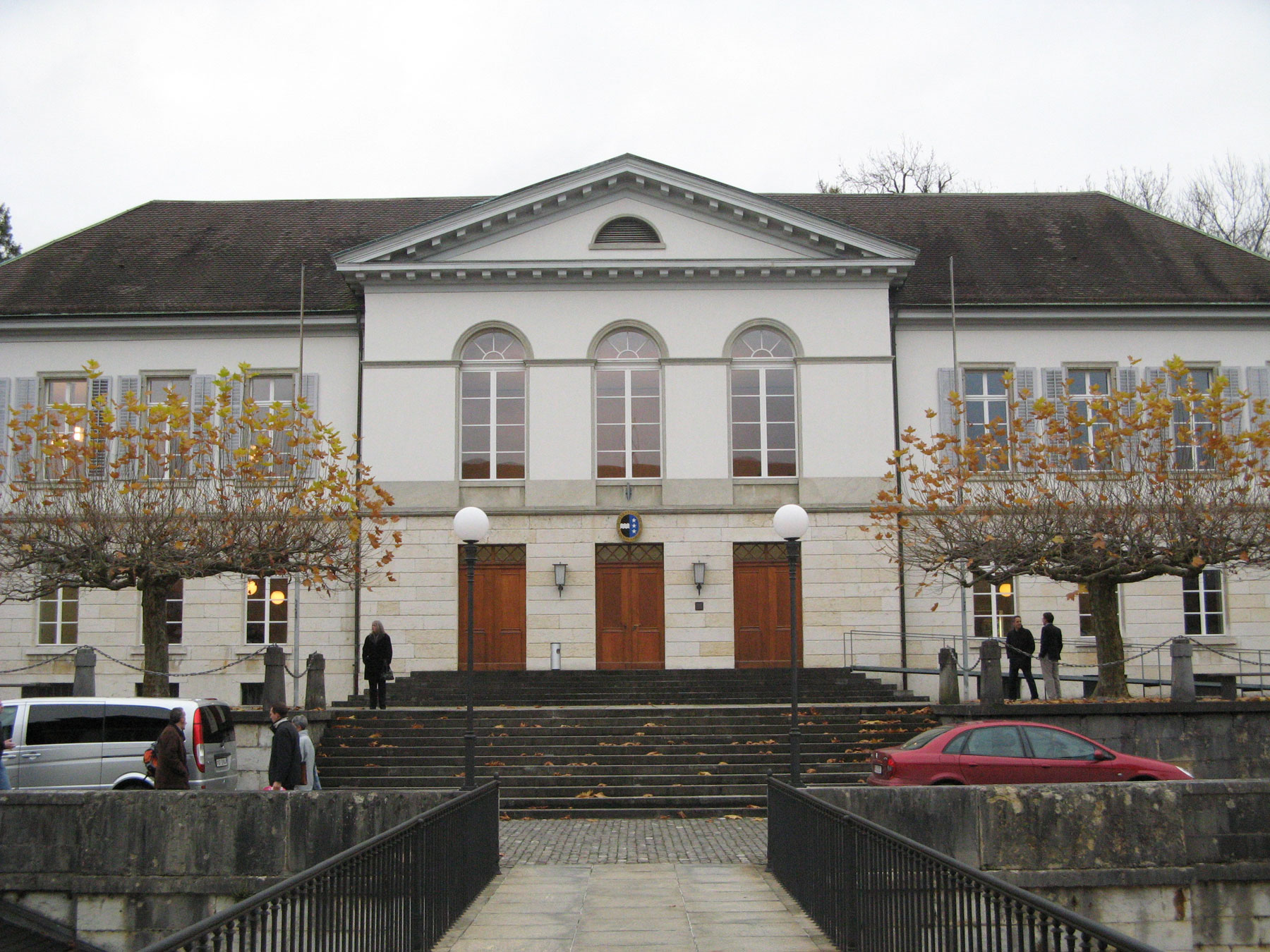
Grossratsgebäude

Der Grosse Rat des Kantons Aargau ist das Parlament des Kantons Aargau. Er tagt im Grossratsgebäude in Aarau und ist die gesetzgebende und oberste aufsichtführende Behörde des Kantons. Seine 140 Mitglieder werden nach Proporzverfahren für vier Jahre gewählt, wobei das biproportionale Zuteilungsverfahren nach Pukelsheim (doppeltproportionales Zuteilungsverfahren) zur Anwendung kommt. Das Amtsjahr beginnt mit dem Monat Januar, die Versammlungen werden stets an einem Dienstag abgehalten. Die letzte Gesamterneuerungswahl fand am 18. Oktober 2020 zusammen mit der Regierungsratswahl statt, siehe Grossratswahl im Aargau. Die Amtsdauer des aktuellen Grossen Rates geht vom 1. Januar 2021 bis zum 31. Dezember 2024.

## Aufgaben
Die aargauische Kantonsverfassung regelt in den Artikeln 76 ff. die Befugnisse des Grossen Rates. Er ist demzufolge die gesetzgebende und oberste Aufsichtsbehörde im Kanton, besteht aus 140 Mitgliedern und wird für vier Jahre gewählt. Der Grosse Rat wählt aus seiner Mitte jeweils für ein Jahr den Präsidenten und zwei Stellvertreter; diese stellen das Präsidium des Grossen Rats dar. Ausserdem wählt der Grosse Rat für die Dauer von vier Jahren die Mitglieder und Präsidenten der kantonalen Gerichte. Das Gremium gilt als verhandlungsfähig, wenn mindestens 71 Abgeordnete anwesend sind (Art. 27 Geschäftsverkehrsgesetz, GVG).
Der Grosse Rat beschliesst Gesetze bzw. deren Änderung oder Aufhebung, wobei es zweimaliger Beratungen bedarf (Art. 78). Für Gesetze, deren Inkrafttreten keinen Aufschub erträgt, kann das sofortige Inkrafttreten beschlossen werden, wenn sich dafür eine absolute Mehrheit aller Mitglieder des Grossen Rates ausspricht. Grundsätzlich gilt, dass Beschlüsse der Volksabstimmung unterliegen, wenn sie Verfassungsänderungen enthalten. Ebenfalls zwingend vor das Volk kommen Beschlüsse, die nicht von der absoluten Mehrheit aller Grossratsmitglieder verabschiedet wurden. Selbst bei Vorliegen einer absoluten Mehrheit kann ein Viertel der Parlamentsmitglieder eine Volksabstimmung einfordern (obligatorisches Referendum, Art. 62 Kantonsverfassung). Andererseits kann per Volksbegehren eine fakultative Abstimmung herbeigeführt werden, wenn mindestens 3000 Stimmberechtigte dies fordern (Art. 63 Kantonsverfassung). Dieses Begehren muss innerhalb von 90 Tagen nach Publikation des Beschlusses eingereicht werden (Art. 41 Gesetz über die politischen Rechte).
In Entscheidungen über neue finanzielle Verpflichtungen des Kantons ist der Kantonsrat berechtigt, über Ausgaben einmaliger Natur bis 5 Millionen Franken bzw. Ausgaben wiederkehrender Art bis 500'000 Franken frei zu entscheiden. Oberhalb dieser Grenzen besteht die Möglichkeit, vom Kantonsrat gefällte Entscheidungen per fakultatives Referendum einer Volksabstimmung zu unterstellen. Auch besteht die Möglichkeit der Volksinitiative. 3000 Stimmberechtigte können per Begehren vom Grossen Rat verlangen, eine Verfassungs- oder Gesetzesänderung herbeizuführen (Art. 64 Kantonsverfassung). Hier gilt eine Frist von zwölf Monaten nach Veröffentlichung durch die Initianten (Art. 54 Gesetz über die politischen Rechte).

## Geschichte

Der Grossratssaal (1990)

Eine Sitzung (1990)

Seit der Kantonsgründung im Jahr 1803 durch Napoleon Bonaparte tagte der Grosse Rat, ein Parlament mit 150 Mitgliedern, im städtischen Rathaus. 1811 beschloss die Kantonsregierung, den bereits bestehenden Gasthof Löwen um zwei Flügel zu erweitern, wobei das Kantonsparlament den Westflügel übernehmen sollte. Die politischen Veränderungen verzögerten das Bauprojekt Grossratsgebäude um mehrere Jahre, konservative Kräfte hatten 1814 unter dem Eindruck der Restauration eine Revision der Kantonsverfassung durchgesetzt. Die Volkswahl des Grossen Rates wurde dabei stark eingeschränkt. Nur noch 48 von 150 Grossräten konnten direkt vom Volk gewählt werden. Die Parlamentarier forderten 1823 die Regierung zum Handeln bezüglich des Tagungsgebäudes auf. Im darauf folgenden Jahr entschied sie sich zum Bau eines separaten Parlamentsgebäudes auf der Anhöhe hinter dem Regierungsgebäude. Das Grossratsgebäude wurde schliesslich zwischen 1826 und 1828 errichtet. Die 1831 in Kraft gesetzte neue Verfassung legte fest, dass nun fast alle Grossräte direkt gewählt werden mussten, der Grosse Rat durfte nun Gesetze beraten und abändern. Der Beschluss des Grossen Rates von 1841, alle Klöster im Kanton Aargau aufzuheben, führte zum Aargauer Klosterstreit. Dieser Konflikt hatte beinahe einen Krieg mit Österreich zur Folge und mündete schliesslich in den Sonderbundskrieg von 1847. Eine Totalrevision der Kantonsverfassung erfolgte 1885, die ersten Parteien entstanden in den 1890er Jahren. Die Mitgliederzahl des Grossen Rates wurde 1952 auf 200 festgelegt. Das volle Frauenstimmrecht wurde erst 1971 eingeführt. Eine neue Verfassung trat 1980 in Kraft, der Grosse Rat erhielt dabei auch Planungskompetenzen. Dem Grossen Rat gehören seit 2005 140 Mitglieder an.

## Parteien – Wahlergebnisse seit 1921

### Wahlergebnisse seit 1921
Bei den Wahlen von 1933 bis 2024 erreichten die angetretenen Parteien folgende Sitzzahlen und Stimmanteile:
|  | Stimmenanteile | 2024   | 2020   | 2016   | 2012   | 2009   | 2005   | 2001   | 1997   |
|  | -------------- | ------ | ------ | ------ | ------ | ------ | ------ | ------ | ------ |
|  | SVP            | 33,9 % | 30,3 % | 31,9 % | 32,0 % | 31,9 % | 30,3 % | 33,5 % | 21,9 % |
|  | SP             | 16,1 % | 16,6 % | 18,9 % | 15,2 % | 15,7 % | 19,7 % | 18,6 % | 21,7 % |
|  | FDP            | 15,4 % | 14,7 % | 16,0 % | 15,4 % | 14,3 % | 16,9 % | 19,0 % | 19,6 % |
|  | CVP            | 12,9 % | 12,8 % | 12,1 % | 13,3 % | 15,0 % | 17,5 % | 15,0 % | 17,3 % |
|  | GLP            | 8,2 %  | 9,2 %  | 5,3 %  | 5,5 %  | 3,5 %  | –      | –      | –      |
|  | Grüne          | 7,4 %  | 10,1 % | 7,1 %  | 7,4 %  | 8,9 %  | 6,8 %  | 4,0 %  | 3,5 %  |
|  | EVP            | 3,9 %  | 4,2 %  | 4,1 %  | 3,9 %  | 4,5 %  | 5,7 %  | 4,9 %  | 4,3 %  |
|  | EDU            | 1,8 %  | 1,6 %  | 1,8 %  | 1,7 %  | 1,8 %  | 0,7 %  | 1,0 %  | 1,3 %  |
|  | BDP            | –      | –      | 2,7 %  | 4,4 %  | 3,1 %  | –      | –      | –      |
|  | SD             | –      | –      | –      | 0,7 %  | 1,2 %  | 1,3 %  | 1,8 %  | 3,2 %  |
|  | LdU            | –      | –      | –      | –      | –      | -v     | 1,4 %  | –      |

### Aktuelle Zusammensetzung
- Grüne: 10
- SP: 23
- GLP: 11
- EVP: 5
- Mitte: 18
- FDP: 22
- SVP: 48
- EDU: 3

## Mitglieder

### Wählbarkeit
Wählbar ist grundsätzlich jeder Stimmberechtigte. Stimmberechtigt ist jeder Schweizer Bürger mit Wohnsitz im Aargau, der nicht entmündigt wurde und das 18. Lebensjahr vollendet hat (Art. 59 Kantonsverfassung). Verfassung und Gesetze betonen ausdrücklich, dass das Stimmrecht nicht nur ein Recht, sondern auch eine Verpflichtung darstellt. Wer jedoch von seinem Stimmrecht keinen Gebrauch macht, wird deswegen nicht bestraft.
Zwar regelt das Unvereinbarkeitsgesetz des Kantons Aargau in Artikel 1, dass Verwandte und Verschwägerte bis zum zweiten Grad, Ehegatten, eingetragene Partner sowie die Ehegatten und eingetragenen Partner von Geschwistern nicht Mitglieder der gleichen Behörde sein dürfen. Jedoch wird im Artikel 2 der Grosse Rat von dieser Regelung befreit.
Speziell für den Grossen Rat gilt jedoch, dass ihm keine Mitglieder angehören dürfen, die in einem öffentlich-rechtlichen Dienstverhältnis des Kantons stehen; ebenso sind die Bezirksamtsmänner und deren Stellvertreter von einer Wahl in den Grossen Rat ausgeschlossen und auch die Mitglieder aller höheren Gerichte des Kantons.
Im Gegensatz zu anderen Kantonen existiert für den Grossen Rat des Kantons Aargau keine Amtsdauerbegrenzung. Aktuell ist Herbert H. Scholl mit über 31 Jahren amtsältestes Mitglied im Grossen Rat.

### Anzahl und Verteilung auf die Wahlkreise
Die Anzahl der Mitglieder beträgt 140 (Art. 76 Kantonsverfassung). Diese werden nach einem Proporzverfahren in elf Wahlkreisen gewählt. Die Wahlkreise entsprechen den Bezirken, so wie sie im Artikel 103 der Kantonsverfassung definiert sind. Die Verteilung der Abgeordneten auf die Wahlkreise ergibt sich aus deren Einwohnerzahl per 31. Dezember des zweiten dem Wahljahr vorangehenden Wahljahres (Artikel 4a Verordnung zum Grossratswahlgesetz).
Am 1. November 2019 gab der Regierungsrat bekannt, dass für die Amtsperiode 2021/2024 ein Sitz vom Bezirk Brugg (neu 10 Sitze) an den Bezirk Lenzburg (neu 13 Sitze) gehen wird.
Aktuell ergeben sich folgende Mandatsverteilungen auf die Bezirke (Stand: 30. Juni 2019):
| Bezirk      | Einwohnerzahl | Anzahl Vertreter |
| ----------- | ------------- | ---------------- |
| Aarau       | 78'511        | 16               |
| Baden       | 144'705       | 30               |
| Bremgarten  | 77'687        | 16               |
| Brugg       | 51'080        | 10               |
| Kulm        | 41'749        | 9                |
| Laufenburg  | 32'595        | 7                |
| Lenzburg    | 63'731        | 13               |
| Muri        | 36'490        | 7                |
| Rheinfelden | 47'799        | 10               |
| Zofingen    | 72'198        | 15               |
| Zurzach     | 34'526        | 7                |

### Vergütung
Das «Gesetz über die Organisation des Grossen Rates und über den Verkehr zwischen dem Grossen Rat, dem Regierungsrat und dem Obergericht» oder kurz «Geschäftsverkehrsgesetz, GVG» regelt die Vergütung der Parlamentarier im Grundsätzlichen in den Artikeln 58a und 58b. Im Einzelnen festgelegt werden die Vergütungen dann im «Dekret über die Geschäftsführung des Grossen Rates», kurz «Geschäftsordnung, GO».
Die Mitglieder des Grossen Rates beziehen für die Teilnahme an den Sitzungen des Rates, des Büros sowie der Kommissionen ein Sitzungsgeld von 150 Franken. Dauern eine oder mehrere Sitzungen am gleichen Tag zusammen mehr als drei Stunden, werden zwei, bei mehr als sechs Stunden drei Sitzungsgelder ausgerichtet.
Zusätzlich wird eine Anfahrtsentschädigung von 70 Rappen pro Strassenkilometer entrichtet. Hinzu kommen 30 Franken an Verpflegungsentschädigung pro Sitzungstag. 120 Franken pro Tag an Verpflegungs- und Unterbringungsspesen werden erstattet bei Sitzungen, die zwei oder mehr aufeinanderfolgende Tage dauern und eine Rückkehr zum Wohnort nicht möglich ist oder den Sitzungsverlauf erschwert. Der Anspruch auf Sitzungs- und Spesengelder hängt von der Präsenz ab; diese muss bis spätestens eine Stunde nach Sitzungsbeginn durch Eintragung in einer Präsenzliste nachgewiesen werden. Der Präsident des Kantonsrates erhält eine jährliche Pauschalentschädigung von 20'000 Franken, die Vizepräsidenten jeweils 5'000 Franken.

### Mitglieder des Grossen Rates
- 2025–2028

### Vergangene Legislaturen
- 2021–2024

- 2017–2020

- 2013–2016

## Wahlverfahren und Sitzzuteilung
Bei den Gesamterneuerungswahlen 2008 fand erstmals auch im Kanton Aargau das biproportionale Sitzzuteilungsverfahren nach Pukelsheim seine Anwendung. Zuvor wurde das (auch heute noch in der Schweiz vielerorts übliche) Hagenbach-Bischoff-Verfahren angewendet, welches jedoch systematisch die stärkeren Parteien bevorteilte. Um diesen Nachteil teilweise auszugleichen, stand es den kleineren Parteien frei, Listenverbindungen einzugehen.
Seit der Anwendung des «doppelten Pukelsheim» sind Listenverbindungen nicht mehr zulässig (Art. 8 Grossratswahlgesetz).
Bei der Wahl hat jeder Stimmbürger so viele Stimmen, wie es Mandate im Wahlkreis zu vergeben hat (Art. 1 Grossratswahlgesetz).
Es besteht die Möglichkeit des Kumulierens, wobei aber einem Kandidaten maximal zwei Stimmen gegeben werden können. Ebenso können Kandidaten aus einer Liste gestrichen und durch andere Kandidaten einer anderen Liste ersetzt werden (Panaschieren). Auch die Möglichkeit des Erstellens einer freien Liste besteht (Art. 10 Grossratswahlgesetz).
Jeder Partei steht es frei, in welchen der insgesamt elf Wahlkreise sie mit Wahlvorschlägen (Listen) antreten will. Auf kantonaler Ebene werden all diese Listen einer Partei – «Listen mit gleicher Bezeichnung» – als Listengruppe bezeichnet (Art. 13 Abs. 1 Grossratswahlgesetz).

### Quorum
Mit der Gesetzesänderung vom Juni 2011, die am 27. November 2011 per Volksabstimmung abgesegnet wurde, wurde ins Grossratswahlgesetz ein Quorum aufgenommen – analog zu in Deutschland bekannten Sperrklauseln. Um bei der Sitzverteilung berücksichtigt zu werden, müssen die Listengruppen eine der zwei folgenden Bedingungen erfüllen: Es müssen entweder in einem Bezirk mindestens 5 % der abgegebenen Parteienstimmen erreicht werden; oder gesamtkantonal muss ein Wählerzahlanteil erreicht werden, der mindestens 3 % beträgt (Art. 13 Abs. 2).
Die Wählerzahl ist dabei eine Art Äquivalenzwert dafür, wie viele Wähler eine Partei unterstützt haben. Im Bezirk Baden mit 30 Vertretern haben die Wähler 30 Stimmen, im Bezirk Laufenburg mit 7 Vertretern entsprechend nur 7 Stimmen. Die Wählerzahl ergibt sich somit in den einzelnen Bezirken, indem die Anzahl der Parteistimmen durch die Anzahl der Vertreter dividiert wird.
Die Einführung des Quorums wurde bei den Wahlen 2012 für die SD (Schweizer Demokraten) zum Verhängnis, sie verloren die bisherigen zwei Mandate. Ohne Quorum wäre den SD mit einer Wahlzahl von 847 ein Mandat sicher gewesen, welches sie im Bezirk Kulm erhalten hätten. Die FDP hätte dort ein Mandat weniger erhalten. Die FDP hätte stattdessen jedoch in Lenzburg ein zweites Mandat erhalten auf Kosten der EVP, die gesamtkantonal so nur auf 5 statt 6 Sitze gekommen wäre. Gescheitert ist durch das Quorum auch die Sozial-Liberale Bewegung (SLB), die mit einer Wählerzahl von 605 Anspruch auf ein Mandat gehabt und dieses im Bezirk Aarau erhalten hätte. Dieses wäre zulasten der SVP gegangen. Die SVP jedoch hätte ein 9. Mandat im Bezirk Baden erhalten, zulasten der SP, die dort nur auf 4 Mandate und gesamtkantonal auf 21 statt 22 gekommen wäre.

### Sitzzuteilungsverfahren
Das Zuteilungsverfahren besteht aus zwei Schritten: der Oberzuteilung und der Unterzuteilung.

#### Oberzuteilung
Die Oberzuteilung stellt den einfacheren Schritt dar, denn hier wird zunächst nur ermittelt, welchen gesamtkantonalen Sitzanspruch alle zu berücksichtigenden Listengruppen haben.
Dazu werden jeweils auf Bezirksebene die erhaltenen Parteienstimmen durch die Anzahl zu vergebender Mandate geteilt. Man erhält die jeweilige Wählerzahl – wie bereits weiter oben erwähnt.
Die Wählerzahlen der einzelnen (Bezirks-)Listen werden pro Listengruppe zusammengezählt.
Um nun aus diesen Wählerzahlen die Sitzansprüche zu bestimmen, muss ein geeigneter Divisor gefunden werden, der die einzelnen Wählerzahlen so teilt, dass die Summe der kaufmännisch gerundeten Quotienten 140 ergibt – die Anzahl der Mandate im Grossen Rat (Art. 14 Grossratswahlgesetz).
Dieser Divisor wird per Gesetz als Kantons-Wahlschlüssel bezeichnet.
Die folgende Tabelle gibt die Oberzuteilung für das Wahlergebnis von 2016 wieder:
| Listengruppe | Wählerzahl | Wähleranteil in % | Divisor (Kantonswahlschlüssel) | Sitzanspruch    |
| ------------ | ---------- | ----------------- | ------------------------------ | --------------- |
| SVP          | 41'837     | 31.94             | 934                            | 45              |
| SP           | 24'783     | 18.92             | 934                            | 27              |
| FDP          | 20'956     | 15.36             | 934                            | 22              |
| CVP          | 15'856     | 12.10             | 934                            | 17              |
| Grüne        | 9237       | 7.05              | 934                            | 10              |
| GLP          | 6890       | 5.26              | 934                            | 7               |
| EVP          | 5303       | 4.05              | 934                            | 6               |
| BDP          | 3544       | 2.71              | 934                            | 4               |
| EDU          | 2319       | 1.77              | 934                            | 2 (*)           |
| SLB          | 225        | 0.17              | 934                            | Quorum verfehlt |
| LOVB         | 47         | 0.04              | 934                            | Quorum verfehlt |

(*) 3 %-Quorum verfehlt, aber 5,4 % der Parteienstimmen im Bezirk Kulm erhalten

#### Unterzuteilung
In der Unterzuteilung schliesslich soll die Aufteilung der Sitzansprüche auf die Listen in den einzelnen Bezirken festgelegt werden.
Dies ist der komplizierteste Teil der Sitzzuteilung, denn die Mandate müssen so vergeben werden, dass jede Partei möglichst konform zu ihren Stimmenergebnissen auf die Anzahl ihrer Sitze kommt, gleichzeitig aber auch in jedem Bezirk exakt so viele Sitze zugeteilt werden, wie diesem Mandate zustehen.
Dazu muss nun für jeden Wahlkreis ein passender Wahlkreis-Divisor – also elf unterschiedliche Zahlen – und wiederum für jede Listengruppe ein passender Listengruppendivisor gefunden werden, im Falle des Wahlergebnisses von 2012 waren dies neun Zahlen. Die Wählerzahlen jedes Bezirkes werden nun also durch den jeweiligen Listengruppendivisor und den Wahlkreis-Divisor geteilt und das Ergebnis kaufmännisch gerundet (Art. 14a Grossratswahlgesetz).
Die Suche nach den passenden Divisoren ist ein iterativer Prozess, man muss also durch gezieltes Anpassen der Divisoren nach dem optimalen Ergebnis suchen. Im Gegensatz zum Hagenbach-Bischoff-Verfahren, welches mit einer festen Anzahl an Rechenschritten zu einem Ergebnis führt, muss beim Pukelsheim-Verfahren so lange «herumprobiert» werden, bis das korrekte Ergebnis erreicht wurde. Je nachdem, mit welchen Ausgangswerten man startet, kann dieses Verfahren eine grössere Anzahl an Berechnungsschritten (Iterationsschritten) benötigen.
Wie aber auch beim Hagenbach-Bischoff-Verfahren können für das korrekte Ergebnis unterschiedliche Divisoren zu finden sein.
Die folgende Tabelle gibt die Unterzuteilung des Wahlergebnisses von 2012 wieder.
In den Zellen sind jeweils die Parteienstimmen und in Klammern die zugeteilten Sitze angegeben. Die Sitzzahl ergibt sich jeweils aus der Division der Parteistimmen durch den Wahlkreisdivisor und den Listengruppendivisor mit anschliessender kaufmännischer Rundung.
| Listengruppe     | Aarau      | Baden       | Bremgarten | Brugg      | Kulm       | Laufenburg | Lenzburg   | Muri       | Rheinfelden | Zofingen   | Zurzach    | Listengruppendivisor |
| ---------------- | ---------- | ----------- | ---------- | ---------- | ---------- | ---------- | ---------- | ---------- | ----------- | ---------- | ---------- | -------------------- |
| SVP              | 75'458 (5) | 206'770 (8) | 71'981 (6) | 37'733 (3) | 24'937 (3) | 16'238 (2) | 47'207 (4) | 15'138 (3) | 21'103 (3)  | 56'932 (5) | 18'965 (3) | 1.01                 |
| SP               | 47'612 (3) | 116'613 (5) | 31'864 (2) | 19'225 (2) | 7'179 (1)  | 6'763 (1)  | 19'984 (2) | 4'544 (1)  | 12'191 (2)  | 29'110 (2) | 5909 (1)   | 1                    |
| CVP              | 17'195 (1) | 130'890 (5) | 36'685 (3) | 10'331 (1) | 1'128 (0)  | 10'545 (2) | 8'695 (1)  | 12'693 (2) | 10'434 (1)  | 10'864 (1) | 11'863 (2) | 1                    |
| FDP              | 47'744 (3) | 118'415 (5) | 32'234 (2) | 19'450 (2) | 11'831 (2) | 5'158 (1)  | 20'359 (1) | 4'388 (1)  | 12'141 (2)  | 26'783 (2) | 5589 (1)   | 1.06                 |
| Grüne            | 23'149 (1) | 49'921 (2)  | 12'195 (1) | 9'629 (1)  | 6'552 (1)  | 4'116 (1)  | 8'348 (1)  | 3'234 (0)  | 6'950 (1)   | 12'895 (1) | 1988 (0)   | 1.1                  |
| EVP              | 14'665 (1) | 28'299 (1)  | '3047 (0)  | 6'513 (1)  | 4'339 (1)  | 590 (0)    | 7'188 (1)  | 0 (0)      | 869 (1)     | 12'426 (1) | 537 (0)    | 1                    |
| GLP              | 13'721 (1) | 48'836 (2)  | 13'088 (1) | 5'775 (1)  | 1'869 (0)  | 1'850 (0)  | 8'772 (1)  | 2'313 (0)  | 6'546 (1)   | 8'188 (1)  | 1392 (0)   | 1                    |
| BDP              | 10'286 (1) | 33'464 (2)  | 9'663 (1)  | 4'954 (0)  | 3'204 (0)  | 1'741 (0)  | 7'819 (1)  | 1'404 (0)  | 2'615 (0)   | 7'491 (1)  | 2274 (0)   | 0.91                 |
| EDU              | 4'759 (0)  | 4'120 (0)   | 1'366 (0)  | 1'279 (0)  | 3'563 (1)  | 494 (0)    | 1'768 (0)  | 299 (0)    | 1'559 (0)   | 8'338 (1)  | 425 (0)    | 1                    |
| Wahlkreisdivisor | 15'000     | 24'300      | 12'900     | 11'000     | 7'100      | 7'000      | 13'000     | 5'900      | 7'000       | 12'000     | 6000       |                      |

Der «doppelte Pukelsheim» gewichtet die Stimmenverhältnisse auf Kantonsebene höher als jene auf Bezirksebene. So kann es vorkommen, dass eine Partei A mit weniger Wählerstimmen als eine Partei B trotzdem mehr Mandate erhält. Dies war bei den Wahlen 2009 der Fall, als die GLP im Bezirk Baden mit 30'882 Parteistimmen 2 Mandate erhielt, während die BDP mit 41'512 Parteistimmen nur ein Mandat erhielt.